# Auf gefährlichen Spuren
Auf gefährlichen Spuren è un film muto del 1924 diretto e interpretato da Harry Piel.

## Produzione
Il film fu prodotto dalla Hepe-Film Company GmbH

## Distribuzione
In Germania, il film fu presentato all'Alhambra di Berlino il 10 giugno 1924.
Nel 1928, distribuito dalla Bayerische Film-GmbH (im Emelka-Konzern) di Monaco, il visto di censura B.18206 ne proibiva la visione ai minori.